# آريوباجيتيكا
آريوباجيتيكا: خطبة السيد جون ملتون في حرية الطباعة غير المرخصة، إلى برلمان إنجلترا (بالإنجليزية:  Areopagitica; A speech of Mr. John Milton for the Liberty of Unlicenc’d Printing, to the Parlament of England)‏ عبارة عن سجال نثري كتبه الشاعر والدارس والمؤلف المجادل الأنجليزي جون ملتون عام 1644 معارضاً الترخيص والرقابة على المطبوعات. وتُعـَد آريوباجيتيكا ضمن أكثر الدفاعات الفلسفية المحركة للعواطف والمؤثرة، على مر التاريخ، عن مبدأ الحق في حرية الكلام والتعبير. وتـُعتبر أحد أبلغ الدفاعات التي كـُتبت عن حرية الصحافة لأن العديد من المبادئ المذكورة فيها تشكل الأساس للتبريرات الحديثة لهذا الحق.

## مقدمة
آريوباجيتيكا نُشرت في 23 نوفمبر 1644، في أوج الحرب الأهلية الإنجليزية. العنوان مشتق من أريوياكيتيكوس ((باليونانية: Ἀρεοπαγιτικός)‏)، الخطبة التي كتبها الخطيب الأثيني سقراط في القرن الخامس ق.م. (اريوباغوس هي تل في أثينا، وكانت موقع محاكمات حقيقية وأسطورية، وكانت اسم مجلس طمح سقراط لاسترجاع سلطاته). ومثل سقراط، لم يكن لدى ملتون نية إلقاء خطبته شفهياً. بل بدلاً من ذلك، فقد وُزِّعت كملزمة، مخالفةُ نفس الرقابة على المطبوعات التي كانت تجادل ضدها. ولانه راديكالي، فقد ساند ملتون المشيخيين في البرلمان، ولكنه في هذا العمل جادل بقوة ضد أمر الترخيص عام 1643، والذي يطالب فيه البرلمان المؤلفين أن يحصلوا على رخصة توافق عليها الحكومة قبل أن يُنشر عملهم.

## وصلات خارجية
- Online text from Dartmouth's Milton Reading room.
- كتاب مجاني: Areopagitica على مشروع غوتنبرغ
- Areopagitica audio recording, public domain solo recording by Moira Fogarty at Internet Archive